# اليسار الجمهوري لكتالونيا
اليسار الجمهوري لكتالونيا (بالكتالونية: Esquerra Republicana de Catalunya) (بالإسبانية: Izquierda Republicana de Cataluña)، ويعرف أيضا بالاختصار اليسار الجمهوري، هو حزب سياسي يساري إسباني يدعو لانفصال كتالونيا. هو أيضاً الراعي الرئيسي لحركة الاستقلال عن فرنسا وإسبانيا في الأراضي المعروفة بين القوميين الكاتالونيين باسم بايسوس كاتالانس. ينشط الحزب الأوكسيتاني الجمهوري اليساري كونه الفرع الأرانيزي وتشكل في 2008.